# إيه تي آر
إيه تي آر (بالإيطالية: Aerei da Trasporto Regionale)‏، (بالفرنسية: Avions de transport régional)‏ هي شركة فرنسية إيطالية لصناعة الطائرات، يقع مقرها الرئيسي في مطار تولوز - بلانياك، فرنسا ، أسست من قبل شركة إيروسباسيال الفرنسية (جزء من مكونات مجموعة إيرباص الآن) وأيريتاليا الإيطالية (إلينيا إرماتشي الآن)، وتقوم بتصنيع طائرتي إيه تي آر 42 وإيه تي آر 72.

## التاريخ

### الثمانينيات
خلال الستينيات والسبعينيات من القرن الماضي، خضع مصنعو الطائرات الأوروبيون في معظم الأحيان لإعادة هيكلة مؤسسية كبيرة، بما في ذلك الاندماج والتوحيد فضلاً عن الانتقال نحو البرامج التعاونية متعددة الجنسيات، مثل إطلاق إيرباص إيه 300. تماشياً مع هذا الاتجاه نحو التعاون داخل أوروبا، بدأت شركة الطيران الفرنسية ايروسباسيال وتكتل الطيران الإيطالي ايرتاليا مناقشات حول موضوع العمل معًا لتطوير شركة طيران إقليمية جديدة تمامًا. قبل ذلك، كانت كلتا الشركتين تجريان بشكل مستقل دراسات لمفاهيم الطائرات الخاصة بهما، وتصميم "AS 35" في حالة ايروسباسيال و "AIT 230" لـ ايرتاليا لتتوافق مع الطلب في هذا القطاع من السوق في وقت مبكر من عام 1978.
في 4 نوفمبر 1981، تم التوقيع على اتفاقية تعاون رسمية من قبل رئيس الخطوط الجوية ريناتو بونيفاسيو ورئيس إيروسباسيال جاك ميتران في باريس، فرنسا. أشارت هذه الاتفاقية ليس فقط إلى اندماج جهودهم ولكن تصاميمهم المفاهيمية المنفصلة معًا في تصميم واحد كامل للطائرة بغرض متابعة تطويرها وتصنيعها كمشروع تعاوني مشترك. استهدف الكونسورتيوم تكلفة وحدة مماثلة ولكن 950 رطل (430 كـغ) استهلاك الوقود على قطاع 200 nmi (370 كـم)، ما يقرب من نصف 1,750 رطل مطلوب من قبل منافسيها الذين يبلغ عددهم 40-50 مقعدًا، هوكر سايدلي إتش أس 748 وهوكر سايدلي إتش أس 748 وخططوا لتمتد إيه تي آر XX بـ 58 مقعدًا.
لم تكن هذه الاتفاقية بمثابة أساس وأصول شركة إيه تي آر فحسب بل كانت أيضًا نقطة انطلاق فعالة لما سيصبح أول طائرة للشركة الوليدة، والتي سُميت «إيه تي آر 42». بحلول عام 1983، تم إنشاء قسم خدمات العملاء في إيه تي آر لتجهيز البنية التحتية في جميع أنحاء العالم لتوفير الدعم لطائرة إيه تي آر القادمة لأي عميل بغض النظر عن الموقع.
في 16 أغسطس 1984، أجرى النموذج الأول من هذا النوع، المعروف باسم «إيه تي آر 42-200»، أول رحلة طيران من مطار تولوز، فرنسا. خلال سبتمبر 1985، منحت كل من المديرية العامة للطيران المدني (DGCA) وهيئة الطيران المدني الإيطالية شهادة لطراز الطائرة لبدء الخدمة التشغيلية. في 3 كانون الأول (ديسمبر) 1985، سُلمت أول طائرة إنتاج تحمل اسم «إيه تي آر 42-300» إلى عميل الإطلاق الفرنسي إيه تي آر 72 تم تنفيذ خدمة الإيرادات الأولى في وقت لاحق من نفس الشهر. خلال شهر يناير 1986، واثقًا بالفعل من نجاح إيه تي آر 42 والطلب على نسخة مكبرة من الطائرة أعلنت إيه تي آر أن إطلاق برنامج لتطوير مثل هذه الطائرة، والذي تم تعيينه على أنه تي آر 72 ليعكس زيادة سعة الركاب.
خلال عام 1988، تم تسليم 200th إيه تي آر إلى الخطوط الجوية الدولية التايلاندية. خلال سبتمبر 1989، أُعلن أن إيه تي آر قد حققت هدفها الأصلي وهو 400 عملية بيع من إيه تي آر. في نفس العام، بدأت عمليات تسليم طائرة إيه تي آر 72 الموسعة بعد ذلك بوقت قصير أصبح من الشائع طلب كلا النوعين معًا. نظرًا لأن إيه تي آر42 الأصغر يتم تجميعه على نفس خط الإنتاج مثل إيه تي آر 72، إلى جانب مشاركة غالبية المكونات والأنظمة الفرعية وتقنيات التصنيع يدعم النوعان بعضهما البعض للبقاء في الإنتاج. قد يكون هذا العامل حاسمًا لأنه بحلول عام 2015، كانت إيه تي آر 42 هي الطائرة الإقليمية الوحيدة التي تضم 50 مقعدًا والتي لا تزال قيد التصنيع.

## منتجات
- إيه تي آر 42
- إيه تي آر 72